# Wheel World
Wheel World é um  jogo de aventura e corrida desenvolvida pela Messhof e publicada pela Annapurna Interactive. O jogo foi lançado em julho de 2025 para Microsoft Windows, Xbox Series X/S e PlayStation 5. E foi disponibilizado no primeiro dia no Xbox Game Pass.

## Jogabilidade
Wheel World é um jogo de aventura jogado a partir de uma perspectiva de terceira pessoa. No jogo, o jogador assume o controle de Kat, uma ciclista "escolhida por antigos espíritos do ciclismo" que deve coletar peças lendárias de bicicletas para realizar um ritual que salva o mundo. Os jogadores podem explorar várias regiões grandes enquanto andam na bicicleta de Kat e encontrar vários personagens não jogáveis. À medida que progridem, eles ganham "Rep" desafiando outros personagens em uma corrida e realizando truques difíceis com a bicicleta de Kat. A bicicleta também pode ser amplamente personalizada com várias peças, o que pode melhorar ainda mais seu desempenho ao navegar em terrenos difícei

## Desenvolvimento
O jogo está sendo desenvolvido pela Messhof, que é mais conhecida por criar Nidhogg, e sua sequência, e o jogo Flywrench. Wheel World é um afastamento significativo dos jogos anteriores do estúdio, pois é seu primeiro jogo 3D e seu primeiro jogo com uma narrativa adequada. É também o primeiro jogo de Meshof com uma editora e o primeiro a ser produzido com uma equipe significativamente maior. O jogo foi anunciado em junho de 2023 pela Annapurna Interactive como Ghost Bike. Originalmente, o jogo tinha um tom mais sombrio, e sua narrativa se concentrava em um ciclista que foi transportado para um "Valhalla de ciclismo" após ser morto em um acidente de trânsito. No entanto, à medida que o estúdio refinava seus sistemas de jogabilidade, também mudou o tom do jogo para ser mais alegre e decidiu mudar o título do jogo para refletir seu novo foco. De acordo com Mark Essen, fundador da Messhof, Wheel World é sobre encontrar a "alegria e liberdade de viver em torno de bicicletas", embora a história mantenha seus elementos sobrenaturais. O líder técnico Sam Loeschen também descreveu o jogo como "uma experiência pateta, irreverente e meio descontraída".
O jogo foi lançado em 23 de julho de 2025 para Microsoft Windows, Xbox Series X/S e PlayStation 5.
O jogo apresenta uma trilha sonora original da gravadora indie Italians Do It Better.